# Ondřej Chebďovský
Ondřej Chebďovský byl poděbradský student, zajatý, mučený a popravený v době pobělohorských represí. Jeho tragický osud je připomenut v díle Jana Amose Komenského.
Členové rodu Chebďovských, též Chebdovských, byli v Poděbradech a okolí držiteli významných statků materiálních i vlivu společenského. Příjmení jejich lze odvozovat od polského kláštera Chebdów. Často se zmiňují s přídomkem z Felsova. Ondřej Chebďovský z Felsova byl členem městského stavu a písařem v Poděbradech. Zemřel v roce 1610. Mistr Jan z Felsova, syn Ondřejův, byl v roce 1617 kvestorem University Karlovy a později v Poděbradech působil jako syndikus. Ondřej Chebdovský mladší byl studentem pražské university.
Po bitvě na Bílé hoře se Poděbrady staly obětí polských a italských žoldáků již v roce 1620. Domy byly podpáleny, lidé pozabíjeni či okradeni, jak se stalo i mistru Janu Chebďovskému z Felsova, který o všechny cennosti byl oloupen a po vysvlečení do košile i o všechny lepší svršky přišel. Po převzetí Pražské university jezuity v roce 1622 nastal i pro Ondřeje definitivně čas k odchodu. Službu získal u hraběte Františka Bernarda z Thurnu a vypravil se na jeho panství do Kladska. Tato skutečnost neunikla jezuitům a Ondřej byl z jejich popudu na cestě v Dobrušce zatčen a k výslechu do Hradce Králové odvlečen. Nalezeny u něj byly pouze dopisy civilního obsahu, fatální přitěžující okolností však byla osoba Františka z Thurnu, syna úhlavního nepřítele katolíků Jindřicha Matyáše z Thurnu. Albrecht z Valdštejna přikázal zajatce na žebřík natáhnout dokud všechny kontakty a plány odpůrců nevypoví. Když Ondřej Chebďovský ničeho nevypověděl, byl v létě 1622 jako nepřítel jediné správné víry pro výstrahu všem v Hradci Králové na kůl vhozen.
Jan Chebďovský z Felsova se se ženou a dětmi skrýval po vesnicích až v roce 1623 přibyl do saského Perna, tehdejšího útočiště českých exulantů. Zemřel v Žitavě během marného čekání na možnost návratu do vlasti. V současném rejstříku českých příjmení nelze jméno Chebdovský ani Chebďovský nalézt.
Ku památce Ondřeje Chebďovského byl v roce 1935 z popudu poděbradského okrašlovacího spolku vytvořen pomník a umístěn v těsné blízkosti tzv. Havířského kostelíka. Tragédie doby pobělohorské je tak připomínána v místě popravy nevinných kutnohorských havířů.
Ondřej Chebďovský byl jedním ze statisíců většinou bezejmenných obětí pobělohorských represí. V širším povědomí zůstal především díky vzpomenutí v díle Jana Amose Komenského.
| „ | Toho zkusil i Ondřej Chebďovský, student a mládenec pobožný. Toho zajisté když se z své vlasti Poděbrad do Kladska k hraběti z Turnu, pánu svému, u něhož na ten čas v službě byl, navracoval, v Dobrušce jali a v Hradci na kůl dali, před lidem mluvíce, že zrádcem byl, ačkoli nic při něm krom některých listů od přátel k přátelům nenalezli, ani žádným mučením na něm nic vymučiti nemohli. Stalo se léta 1622. | “ |
| — Jan Amos Komenský Historie o těžkých protivenstvích církve české, kapitola CIII. - Jak zacházeli s obecným lidem | |   |